# Super Bowl XLV
Il Super Bowl XLV è stato la 45ª edizione del Super Bowl, la finale del campionato della National Football League. Si è disputato il 6 febbraio 2011, al Cowboys Stadium di Arlington, in Texas, fra la squadra campione dell'American Football Conference ovvero i Pittsburgh Steelers e quella campione della National Football Conference, ovvero i Green Bay Packers. Il calcio d'inizio è stato alle 6.30 PM ET, le 0.30 italiane tra domenica 6 e lunedì 7 febbraio.
L'incontro è stato vinto dai Green Bay Packers con un punteggio di 31-25. Azioni salienti sono stati i 4 passaggi sbagliati da Ben Roethlisberger a un minuto dalla fine che hanno concesso a Green Bay di mantenersi in vantaggio.
Il 25 novembre 2010, durante l'incontro tra New Orleans Saints e Dallas Cowboys, fu annunciato che sarebbero stati i Black Eyed Peas ad esibirsi durante lo spettacolo di intrattenimento che si svolge sul campo da gioco dello stadio tra il primo e secondo tempo.
Destò inoltre molte polemiche la cantante Christina Aguilera che, durante l'esecuzione dell'inno nazionale, si confuse e sbagliò una parte del testo, suscitando un boato generale nello stadio. In seguito l'artista si scusò pubblicamente con tutti i cittadini americani.
In Italia l'evento è stato trasmesso in diretta su LA7 e Dahlia TV con commento in lingua italiana e su ESPN America sul satellite in lingua originale.

## Statistiche

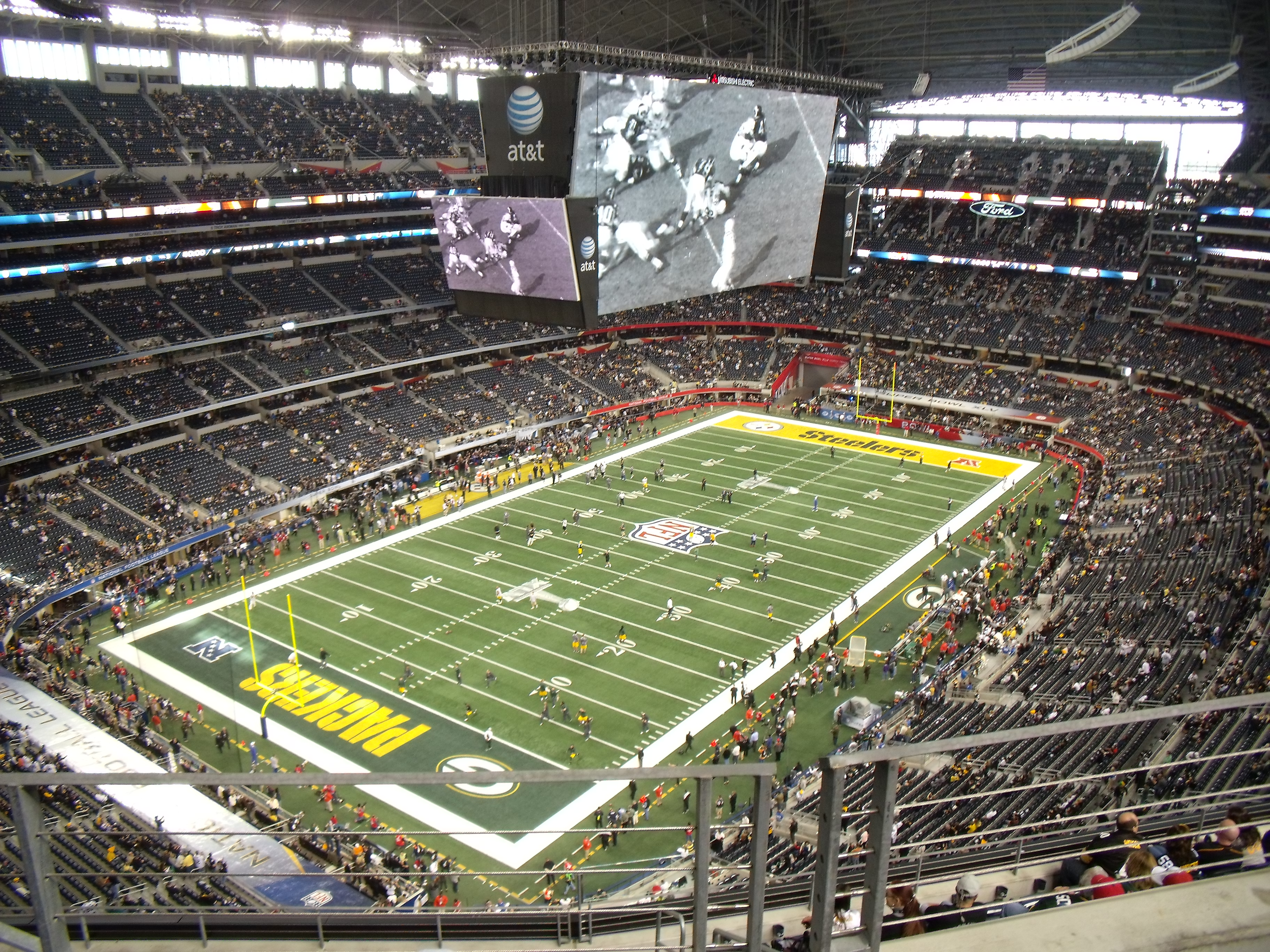
Il prato del Super Bowl al Cowboys Stadium

Jordy Nelson fu il miglior ricevitore della gara con 9 ricezioni per 140 yard (all'epoca entrambi record in carriera) e un touchdown, oltre ad aver guadagnato altre 19 yard da un ritorno di kickoff, malgrado 3 passaggi sfuggitigli dalle mani. Greg Jennings aggiunse altre 64 yard e 2 touchdown. Ben Roethlisberger completò 25 passaggi su 40 tentativi per 263 yard e touchdown, con 2 intercetti, oltre a una corsa da 31 yard. Il suo bersaglio principale fu Mike Wallace, che ricevette 9 passaggi per 89 yard e un touchdown. Mendenhall fu il miglior corridore della partita con 64 yard ed un touchdown.

### Statistiche a confronto
| Fonte: NFL.com             | Steelers | Packers |
| -------------------------- | -------- | ------- |
| Primi down                 | 19       | 15      |
| Efficienza sui terzi down  | 7/13     | 6/13    |
| Efficienza sui quarti down | 0-1      | 0-0     |
| Yard totali                | 387      | 338     |
| Yard passate               | 261      | 288     |
| Pass. tent/compl.          | 25/40    | 24/39   |
| Yard corse                 | 126      | 50      |
| Corse tentate              | 23       | 13      |
| Yard per corsa             | 5.5      | 3.8     |
| Penalità-yard              | 6-55     | 7-67    |
| Sack subiti-yard           | 1-2      | 3-16    |
| Fumble-persi               | 1-1      | 1-0     |
| Intercetti tirati          | 2        | 0       |
| Tempo di possesso          | 33:25    | 26:35   |

### Leader individuali
| Steelers: passaggi  | Steelers: passaggi | Steelers: passaggi | Steelers: passaggi | Steelers: passaggi |
|                     | C/ATT*             | Yds                | TD                 | INT                |
| ------------------- | ------------------ | ------------------ | ------------------ | ------------------ |
| Ben Roethlisberger  | 25/40              | 263                | 2                  | 2                  |
| Steelers: corse     |                    |                    |                    |                    |
|                     | Cara               | Yds                | TD                 | LGb                |
| Rashard Mendenhall  | 14                 | 63                 | 1                  | 17                 |
| Steelers: ricezioni |                    |                    |                    |                    |
|                     | Recc               | Yds                | TD                 | LGb                |
| Mike Wallace        | 9                  | 89                 | 1                  | 25T                |
| Hines Ward          | 7                  | 78                 | 1                  | 17                 |
| Antoine Randle El   | 2                  | 50                 | 0                  | 37                 |
| Emmanuel Sanders    | 2                  | 17                 | 0                  | 13                 |
| Heath Miller        | 2                  | 12                 | 0                  | 15                 |

| Packers: passaggi  | Packers: passaggi | Packers: passaggi | Packers: passaggi | Packers: passaggi |
|                    | C/ATT*            | Yds               | TD                | INT               |
| ------------------ | ----------------- | ----------------- | ----------------- | ----------------- |
| Aaron Rodgers      | 24/39             | 304               | 3                 | 0                 |
| Packers: corse     |                   |                   |                   |                   |
|                    | Cara              | Yds               | TD                | LGb               |
| James Starks       | 11                | 52                | 0                 | 14                |
| Packers: ricezioni |                   |                   |                   |                   |
|                    | Recc              | Yds               | TD                | LGb               |
| Jordy Nelson       | 9                 | 140               | 1                 | 38                |
| Greg Jennings      | 4                 | 64                | 2                 | 31                |
| James Jones        | 5                 | 50                | 0                 | 21                |
| Donald Driver      | 2                 | 28                | 0                 | 24                |

*Passaggi completati/tentati
aPortate
bGiocata più lunga
cRicezioni

## Formazioni titolari
Fonte: Gamebook
| Pittsburgh         | Ruolo | Ruolo | Green Bay       |
| ------------------ | ----- | ----- | --------------- |
| ATTACCO            |       |       |                 |
| Ben Roethlisberger | QB    | QB    | Aaron Rodgers   |
| Hines Ward         | WR    | WR    | Greg Jennings   |
| Jonathan Scott     | LT    | LT    | Chad Clifton    |
| Chris Kemoeatu     | LG    | LG    | Daryn Colledge  |
| Doug Legursky      | C     | C     | Scott Wells     |
| Ramon Foster       | RG    | RG    | Josh Sitton     |
| Flozell Adams      | RT    | RT    | Bryan Bulaga    |
| Rashard Mendenhall | RB    | RB    | James Starks    |
| Heath Miller       | TE    | WR    | James Jones     |
| David Johnson      | FB    | WR    | Donald Driver   |
| Matt Spaeth        | TE    | WR    | Jordy Nelson    |
| DIFESA             |       |       |                 |
| Casey Hampton      | NT    | NT    | B.J. Raji       |
| Brett Keisel       | DE    | DE    | Cullen Jenkins  |
| LaMarr Woodley     | LOLB  | LOLB  | Clay Matthews   |
| James Farrior      | LILB  | LILB  | A.J. Hawk       |
| Lawrence Timmons   | RILB  | RILB  | Desmond Bishop  |
| James Harrison     | ROLB  | ROLB  | Frank Zombo     |
| Bryant McFadden    | LCB   | LCB   | Charles Woodson |
| Ike Taylor         | RCB   | RCB   | Tramon Williams |
| Ryan Clark         | FS    | FS    | Nick Collins    |
| Troy Polamalu      | SS    | RDE   | Howard Green    |
| William Gay        | CB    | LDE   | Ryan Pickett    |